# Melka Werer
Melka Werer – miasto w północno-wschodniej Etiopii. Położone w Strefie Administracyjnej nr 3 Regionu Afar w Woredzie Amibara. Według danych szacunkowych na rok 2010 liczy 9 906 mieszkańców.